# گائتانو بادالامنتی
گائتانو بادالامنتی (تلفظ در ایتالیایی: [ɡaeˈtaːno badalaˈmenti]تلفظ ایتالیایی: [ɡaeˈtaːno badalaˈmenti]؛ ۱۴ سپتامبر ۱۹۲۳ - ۲۹ آوریل ۲۰۰۴) یکی از اعضای بانفوذ مافیای سیسیلی بود.   دون تانو بادالامنتی، کاپوفامیلای زادگاهش سینیسی در سیسیل بود و در دهه 1970 ریاست کمیسیون مافیای سیسیل را بر عهده داشت. در سال ۱۹۸۷، او در ایالات متحده به جرم شرکت و رهبری در  « ارتباط پیتزا »، یک حلقه قاچاق مواد مخدر ۱.۶۵ میلیارد دلاری که از پیتزافروشی‌ها به عنوان پوششی برای توزیع هروئین از سال ۱۹۷۵ تا ۱۹۸۴ استفاده می‌کرد، به ۴۵ سال زندان فدرال محکوم شد.   او همچنین در سال ۲۰۰۲ در ایتالیا به جرم قتل پپینو ایمپاستاتو در سال ۱۹۷۸ به حبس ابد محکوم شد.

## سال‌های اولیه

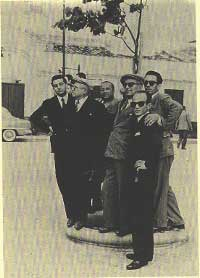
از چپ به راست: لئوناردو پاندولفو، چزاره مانزلا، لوئیجی و ماسی ایمپاستاتو، سارینو و گائتانو بادالامنتی.

بادالامنتی کوچک‌ترین فرزند خانواده‌ای با پنج پسر و چهار دختر بود. خانواده‌اش صاحب یک مزرعه لبنیات در چینزی بودند. او تحصیلات کمی داشت و تنها چهار سال به مدرسه رفت، قبل از آنکه در ده سالگی به عنوان کارگر مزرعه مشغول به کار شود. در سال ۱۹۴۱ به ارتش سلطنتی ایتالیا فراخوانده شد و در جریان حمله متفقین به سیسیل در سال ۱۹۴۳ فرار کرد. برادر بزرگترش امانوئل به ایالات متحده مهاجرت کرده بود و در مونرو، میشیگان یک سوپرمارکت و پمپ بنزین داشت. در سال ۱۹۴۶ گائتانو به اتهام توطئه و آدم‌ربایی تحت تعقیب قرار گرفت. در سال ۱۹۴۷ نیز به قتل متهم شد و به نزد برادرش در آمریکا فرار کرد. او در سال ۱۹۵۰ دستگیر و به ایتالیا دیپورت شد. پس از ازدواج با ترزا ویتاله (خواهرش با فیلیپو ریمی، کاپومافیا آلکامو ازدواج کرده بود)، در زمین‌های خانوادگی به کشت لیمو پرداخت. تمامی مشکلات قضایی او به دلیل عدم وجود شواهد کافی برطرف شدند.
حرفه ساخت‌وساز
بادالامنتی یک شرکت ساخت‌وساز موفق تأسیس کرد که سنگ‌دانه‌های مورد نیاز برای فرودگاه پونتا رایسی پالرمو را تأمین می‌کرد. این فرودگاه در حوزه نفوذ خانواده چینزی قرار داشت. او در اوایل دهه ۱۹۶۰ با رشوه دادن به مقامات، موفق شد فرودگاه را نزدیک زادگاهش بسازند، علیرغم موقعیت نامناسب جغرافیایی آن. شرکت‌های ساخت‌وساز او، یک کارخانه بتن و ناوگان کامیون‌هایش، شغل‌های مورد نیاز شهروندان را تأمین و بادالامنتی را ثروتمند کردند.

## کاپومافیای چینزی
بادالامنتی در سال ۱۹۶۳ پس از کشته شدن چزاره مانزلا در یک بمب‌گذاری ماشین در جریان اولین جنگ مافیا، رهبری مافیا در چینزی را به عهده گرفت. کشتار چیاکولی در ۳۰ ژوئن ۱۹۶۳ - که در آن هفت افسر پلیس و نظامی که برای خنثی‌کردن بمب ماشین کشته شده برای سالواتوره گره‌کو فرستاده شده بودند، کشته شدند - جنگ مافیا را به جنگی علیه مافیا تبدیل کرد. این رویداد منجر به اولین اقدامات ضدمافیای دولت ایتالیا پس از جنگ شد. در مدت ده هفته، ۱۲۰۰ مافیوسی دستگیر شدند که بسیاری از آن‌ها برای پنج یا شش سال از گردونه خارج شدند. کمیسیون مافیای سیسیل منحل شد.
کنترل مطلق بر چینزی
به گفته جووانی ایمپاستاتو - برادر جوزپه ایمپاستاتو، فعال ضدمافیای کشته شده - در اظهارات کمیسیون ضدمافیای ایتالیا: «به نظر می‌رسید بادالامنتی مورد علاقه کارابینیری‌ها بود، چون آرام، قابل اعتماد و همیشه مشتاق گفتگو بود. تقریباً احساس می‌شد که دارد به آن‌ها لطف می‌کند، چون هرگز در چینزی اتفاقی نمی‌افتاد؛ شهر کوچک آرامی بود.» 
و همچنین: «اغلب می‌دیدم که آن‌ها دست در دست تانو بادالامنتی و همراهانش راه می‌رفتند. وقتی پلیس را می‌بینی که با مافیوسی‌ها دست در دست راه می‌روند، نمی‌توانی به نهادها اعتماد داشته باشی.»

## اتصال پیتزا
قاچاق هروئین
بادالامنتی به یکی از بزرگترین قاچاقچیان هروئین مافیای سیسیل تبدیل شد. بین سال‌های ۱۹۷۵ تا ۱۹۸۴، او یکی از سران عمده عملیات ۱.۶۵ میلیارد دلاری قاچاق هروئین معروف به "اتصال پیتزا" بود که هروئین را از خاورمیانه وارد و از طریق پیتزافروشی‌های غرب میانه آمریکا توزیع می‌کرد. در سال ۱۹۵۱، پلیس آمریکا محموله ۵۰ کیلوگرمی هروئین متعلق به بادالامنتی که به صورت مهاجر غیرقانونی در دیترویت زندگی می‌کرد را شناسایی کرد. اما در دهه ۱۹۵۰ درآمد اصلی از طریق قاچاق سیگارهای خارجی به ایتالیا به دست می‌آمد. او در سال ۱۹۵۳ برای اولین بار به اتهام قاچاق سیگار در ایتالیا دستگیر شد.
کمیسیون مافیا
در سال ۱۹۷۰، کمیسیون مافیای سیسیل احیا شد و بادالامنتی به همراه استفانو بونتاد و لوچیانو لجیو (رئیس خاندان مافیایی کورلئونزی) به عنوان سه‌نفره حاکم بر آن انتخاب شدند. یکی از اولین چالش‌های آن‌ها پیشنهاد پرینس جونیو والریو بورگز برای حمایت از کودتای نئوفاشیستی در ازای عفو مافیوزهای محکوم شده مانند وینچنزو ریمی بود که با مخالفت بادالامنتی مواجه شد.
اتصال پیتزا
پس از ۱۹۷۵، بادالامنتی با سالواتوره کاتالانو از خانواده بونانو در نیویورک متحد شد و در پرونده "اتصال پیتزا" مشارکت کرد که در آن مافیا از پیتزافروشی‌های تحت مالکیت خود به عنوان پایگاه توزیع هروئین و کوکائین استفاده می‌کرد. در سال ۱۹۷۸ او از کمیسیون مافیا اخراج شد و به برزیل فرار کرد.

## دستگیری و محاکمه
در سال ۱۹۸۴، اف‌بی‌آی از طریق استراق سمع مکالمات، جلسه بادالامنتی در مادرید با برادرزاده‌اش پیترو آلفانو (مالک یک پیتزافروشی در ایلینوی) را کشف کرد. او در ۸ آوریل ۱۹۸۴ در مادرید دستگیر و به آمریکا تحویل داده شد. محاکمه او که ۱۷ ماه به طول انجامید، منجر به محکومیت او به ۴۵ سال حبس در سال ۱۹۸۷ شد.
ارتباطات سیاسی و اتهام قتل
در اکتبر ۲۰۰۴، دیوان عالی ایتالیا حکم داد که جولیو آندریوتی (نخست‌وزیر سابق) ارتباطات نزدیکی با بادالامنتی و استفانو بونتاد داشته است. بر اساس شهادت توماسو بوشتا، بادالامنتی اعتراف کرده بود که آندریوتی دستور قتل روزنامه‌نگار مینو پکورلی را در سال ۱۹۷۹ صادر کرده بود. آندریوتی در نهایت تبرئه شد.
قتل پپینو ایمپاستاتو
در آوریل ۲۰۰۲، بادالامنتی به جرم قتل پپینو ایمپاستاتو (روزنامه‌نگار و فعال ضد مافیا) در سال ۱۹۷۸ به حبس ابد محکوم شد. ایمپاستاتو در برنامه رادیویی خود با طنز به افشای جنایات بادالامنتی می‌پرداخت و او را با لقب "تانو نشسته" مسخره می‌کرد.

## مرگ
در ۲۹ آوریل ۲۰۰۴، بادالامنتی در سن ۸۰ سالگی بر اثر نارسایی قلبی در مرکز پزشکی فدرال دِوِنز در آیر، ماساچوست درگذشت.  
رالف بلومنتال، روزنامه‌نگار نیویورک تایمز، در کتابش با عنوان «آخرین روزهای سیسیلی‌ها» (۱۹۸۸) بادالامنتی را به عنوان «یک نیرنگ‌باز که برای بازپس‌گیری رهبری مافیای سیسیل دست به هر کاری میزد» توصیف کرد. شانا الکساندر در کتاب «اتصال پیتزا» که در همان سال منتشر شد، او را «مردی با وقار غیرمعمول» تصویر کرد.